# ییرکو
یْیرکُو (به چکی: Jirkov) شهری در منطقه اوستی ناد لابم کشور جمهوری چک است که جمعیت آن در سال ۲۰۰۷ میلادی ۲۱٫۰۰۶ نفر بوده‌است.